# Hohllay

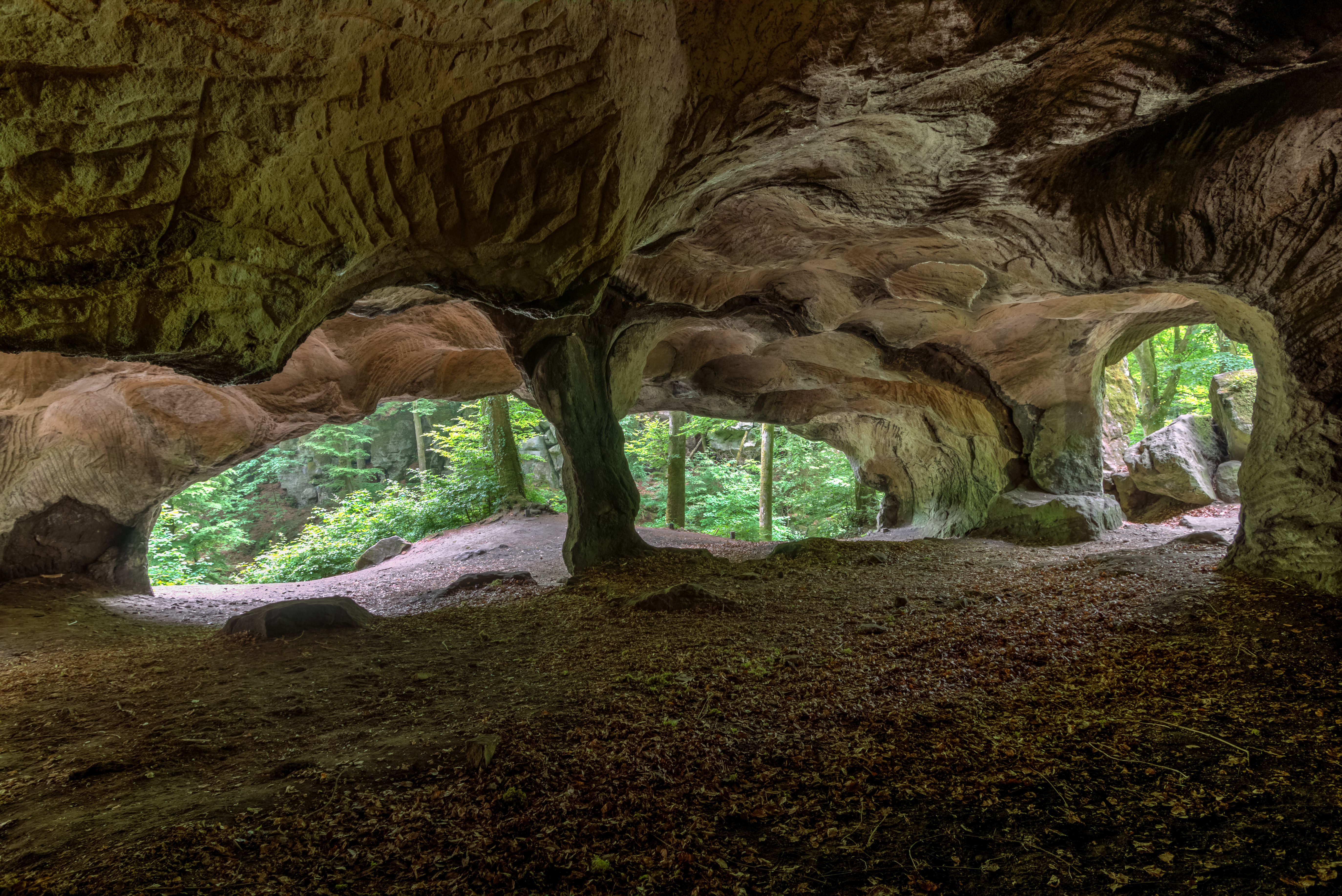
Hohllay

Die Felsformation Hohllay (lux. Huel Lee) befindet sich im Gutland, in der kleinen Schweiz Luxemburgs und bedeutet „hohler Felsen“. Sie besteht aus schmalen Schluchten und ist umrandet von einer großen Menge an Buchen sowie einer Felslandschaft. Die Hohllay befindet sich am südlichen Ortsrand von Berdorf und ist durch kurze Spaziergänge erreichbar.

## Zugang
Der Parkplatz in Berdorf (L-6550) liegt neben einer 300 m langen Wanderstrecke, die zu den Höhlen und zum Amphitheater Breechkaul führt.

## Wanderweg
Der Wanderweg 1 vom NaturWanderPark delux führt zur Hohllay über eine 19,7 Kilometer lange Rundtour mit einigen Höhendifferenzen, deshalb hat er einen höheren Schwierigkeitsgrad. Weitere Wanderwege sind der 4,2 Kilometer kürzere lokale Wanderweg (B2), der durch einen Holzsteg und ein Symbol markiert ist.

## Geschichte

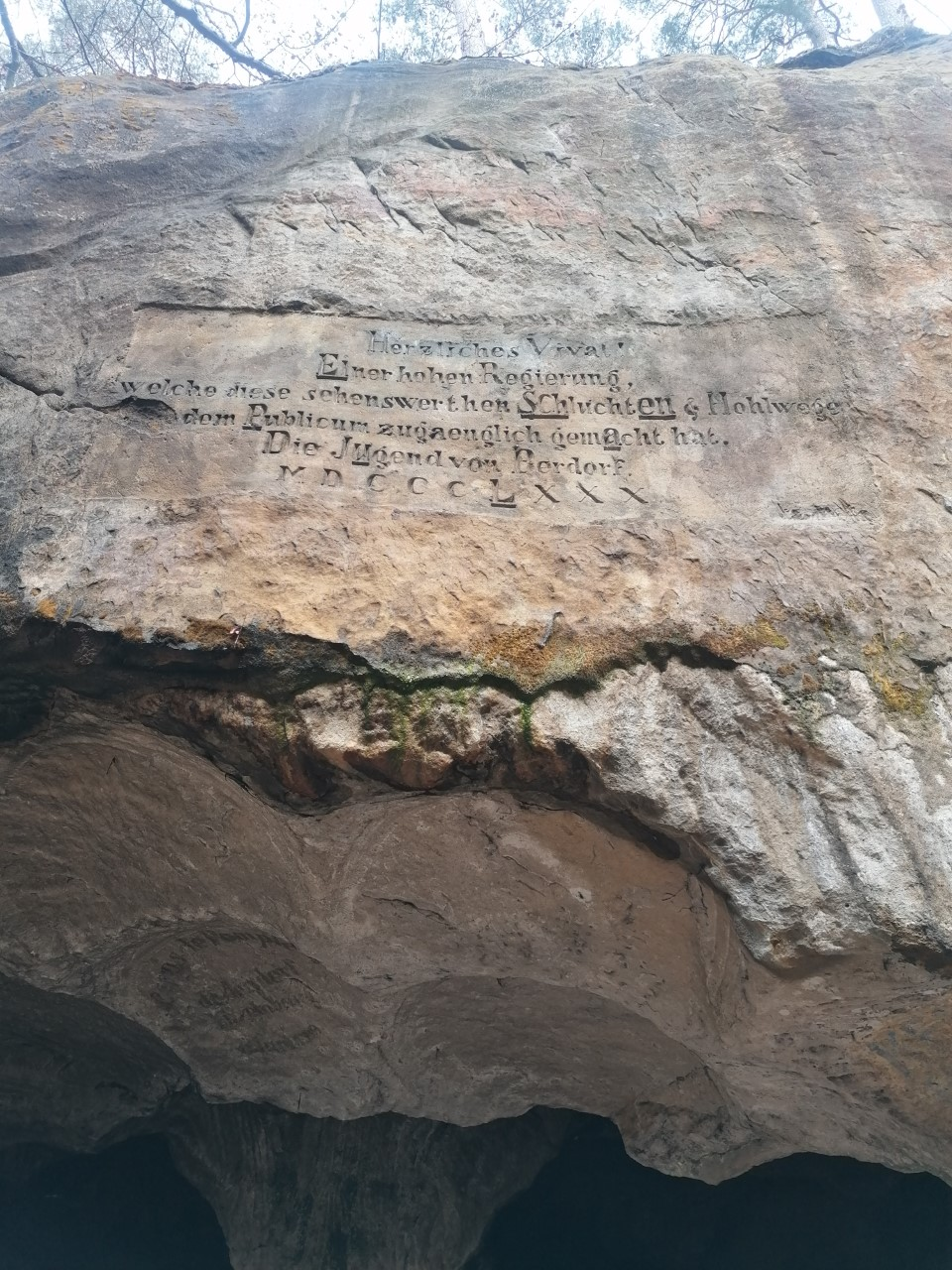

Vor Millionen Jahren wurden Felsen durch Flüsse (vor allem durch die nördlichen, die den Sandstein transportierten) und andere Einwirkungen wie Frost, Kälte oder Luft geprägt. So entstanden Risse, Schluchten und es formte sich eine einzigartige Felslandschaft. Bereits die Römer gewannen Steine aus dem Fels als Baumaterial. Im Mittelalter verwendete man die Sandsteinfelsenstücke etwa für die Produktion der Mühlsteine des Klosters Oeren (in der Nähe von Trier). Noch heute kann man an den Felswänden Spuren der Werkzeuge erkennen, mit denen der Fels abgebaut wurde. Die Hohllay wurde daher nicht nur durch die Einwirkungen der Natur geformt, sondern auch durch das Abbrechen der Felsbrocken. Somit ist die Höhle größtenteils durch Menschenhand entstanden.

## Touristische Attraktionen
In der Nähe der Hohllay befindet sich das Amphitheater Breechkaul 40 Meter von der Höhle entfernt. In einer Entfernung von 6,5 Kilometern befindet sich das Schloss Weilerbach. Es ist zu Fuß erreichbar.

## Unterkunft
Neben den Campingplätzen „Bon repos“, „Belle-vue“, und „Martbusch“ in einem Umkreis von maximal 2 Kilometern gibt es in Berdorf die Hotels und Restaurants.